# Křesťanská revue
Křesťanská revue je ekumenický křesťanský časopis pro odpovědný dialog, který se neváže na žádnou církev. Vychází několikrát ročně, od roku 2019 jako čtvrtletník. Časopis vydává Akademická YMCA ve vydavatelství Eman Benešov. Přispívají do něho především autoři protestantské orientace.

## Historie
Časopis založili v roce 1927 teolog Josef Lukl Hromádka a filozof Emanuel Rádl, představitelé české pobočky mládežnické organizace YMCA, jejíž studentská sekce periodikum vydávala. Programem časopisu bylo sledování křesťanského života v církvích v duchu modernity a kritičnosti. Ke spolupráci byli vyzváni představitelé všech církví. Katolíci se však od časopisu většinou distancovali, přispívali jen nemnozí, např. Alfred Fuchs. Ve výsledku se Křesťanská revue stala časopisem evangelických autorů. Jejím dalším redaktorem se stal publicista a filozof Jaroslav Šimsa. Mezi významné přispěvatele patřili Josef Bohumil Souček, Jan Blahoslav Čapek, Přemysl Pitter a mnoho dalších.
V časopisu byla propagována Masarykova humanitní demokracie, vycházely v něm i články zabývající se potřebou pozitivního vztahu mezi náboženstvím a socialismem. V reflexích španělské občanské války stála Křesťanská revue jednoznačně na straně republikánů. V roce 1939 byla zastavena.
Po osvobození bylo v roce 1946 vydávání časopisu obnoveno a od té doby vychází nepřetržitě. Když byla v 50. letech v Československu násilně ukončena činnost organizace YMCA, stala se od ročníku 1954 vydavatelem periodika Kostnická jednota. V roce 1991 se vydávání časopisu opět ujala YMCA. 
Křesťanská revue vycházela původně desetkrát ročně, od roku 2006 šestkrát ročně a od roku 2019 vychází čtyřikrát ročně. V letech 1952–1968 vycházela pětkrát ročně ještě i Theologická příloha Křesťanské revue.
Po druhé světové válce publikovali v revui a v její příloze přední protestantští teologové a historici: Jan Milíč Lochman, Amedeo Molnár, Rudolf Říčan, František Michálek Bartoš, Josef Smolík, Alexandr Havránek a řada dalších.